# Hochstollen
Hochstollen är en bergstopp i Schweiz.   Den ligger i kantonen Obwalden, i den centrala delen av landet, 60 km öster om huvudstaden Bern. Toppen på Hochstollen är 2 481 meter över havet, eller 190 meter över den omgivande terrängen. Bredden vid basen är 1,0 km.
Terrängen runt Hochstollen är huvudsakligen bergig, men den allra närmaste omgivningen är kuperad. Närmaste större samhälle är Meiringen, 6,5 km sydväst om Hochstollen. 
Trakten runt Hochstollen består i huvudsak av gräsmarker. Runt Hochstollen är det glesbefolkat, med 17 invånare per kvadratkilometer.